# Кандилян, Амбарцум Агасиевич

 Амбарцум Агасиевич Кандилян (3 июня 1927, Армавир — 3 мая 1993, Ереван) советский государственный и политический деятель.Более 20-ти лет был начальником железной дороги Армянской ССР (1972-1992),а с 1992г. Армянской республики.В те годы он был одним из влиятельных людей Армении.

## Биография
Родился в 1927 году в Армавире. Член КПСС.Железнодорожной знаменитостью стал за время работы на магистральных просторах бывшего Советского Союза: вначале – в Донецке, потом – в Астрахани.Он активный участник борьбы с последствиями Спитакского землетрясения.
С 1946 года — на хозяйственной, общественной и политической работе. В 1946—1993 гг. — начальник станции, начальник отделения в Донецкой области Украинской ССР, начальник станций на Приволжском и Юго-Восточной и Астраханской железной дорогах, начальник Ереванского отделения Закавказской железной дороги. В Армению Кандилян переехал в 1972 году (пригласил руководитель республики Карен Демирчян), назначили руководить Ереванским отделением Закавказской железной дороги (ЕоЗКЖД), находившимся пусть не в глухом тупике, но уж точно не в героях пятилетки.Он много чего сделал для сохранения железных дорог Армении в трудный и переломный период истории. Именно при нем была полностью электрифицирована и автоматизирована железнодорожная сеть, построены новые станции и линии, а именно Иджеван-Раздан с 8-километровым Меградзорским тоннелем и Масис-Нурнус с уникальным двухэтажным мостом через ущелье реки Раздан.
Лежавшую на боку железную дорогу Армении Кандилян вскоре поднял на ноги, придал ей ускорение как в прямом, так и в переносном смысле.Он руководил людьми на "ты", смог сделать из ничего нечто, и никто от него не уходил, к нему шли.
Благодаря его устоям - порядку, ответственности - железная дорога продолжила работать в 90-е годы,в условиях часто случавшихся диверсионных подрывов,когда поврежденные участки восстанавливались в максимально краткие сроки.Он лично контролировал работу,кругласуточно находился на вокзале.Умелый переговорщик-дипломат,в тяжелые блокадные дни,когда вагоны застревали на полпути,он мог договориться даже с азербайджанцами.Эти грузы имели жизненно важное для Армении значение-зерно,мука,мазут и т.д..

### Спитакское землетрясение
```
Вклад Кандиляна в ликвидацию последствий разрушительного землетрясения в Спитаке неоценим.Титаническая работа была проделана после разрушительного землетрясения 1988 года!Благодаря усилиям Кандиляна и под его неустанным контролем железная дорога была оперативно восстановлена в короткие сроки, работала в напряженном режиме, обеспечивая перевозку и выгрузку различных грузов в зону бедствия,направленных в Армению из разных республик.
```

Избирался депутатом Верховного Совета Армянской ССР в 1975,1980,1985,1990 годах 9-12-го созывов.
Стал жертвой заказного убийства в смутном 1993 году от выстрела так и не установленного киллера,предположительно, нанятого тогдашней властью.

### Память
- В 2008 году имя Амбарцума Кандиляна присвоено электропоезду ЭР2-988. Изначально состав предназначался для курсирования по ускоренному маршруту Ереван — Армавир, но по мере сокращения парности графика именная ливрея была снята с состава.
- В 2021 году 9 апреля в локомотивном депо Гюмри состоялась торжественная церемония сдачи в эксплуатацию именного электровоза компании «Южно-Кавказская железная дорога» «Амбарцум Кандилян».Электровоз был капитально отремонтирован по силам Генерального директора ЮКЖД Алексея Мельникова,который был на торжественной церемонии.